# Campionati europei di badminton a squadre 2024
I Campionati europei di badminton a squadre 2024 si sono svolti a Łódź, in Polonia. È stata la 9ª edizione del torneo, organizzato dalla Badminton Europe.

## Podi
| Evento           | Oro       | Argento | Bronzo               |
| Torneo maschile  | Danimarca | Francia | Inghilterra Germania |
| Torneo femminile | Danimarca | Spagna  | Francia Scozia       |